# Carmen Sandiego (série télévisée d'animation)
Carmen Sandiego est une série télévisée d'animation américano-canadienne développée par Duane Capizzi et diffusée entre le 18 janvier 2019 et le 15 janvier 2021 sur le service Netflix.
La série est une adaptation de la franchise de jeux vidéo Carmen Sandiego. C'est la deuxième adaptation de la franchise en série d'animation après Mais où se cache Carmen Sandiego ?, diffusée sur Fox entre 1994 et 1999. Elle est donc considérée comme un reboot de la franchise à la télévision.
Dans tous les pays francophones, la série est également diffusée depuis le 18 janvier 2019 sur le service Netflix.

## Synopsis
Petite, une jeune fille est abandonnée en Argentine et récupérée jusqu’à une île où elle est élevée par les professeurs de V.I.L.E., une école secrète se trouvant sur l'île et qui forme les plus grands voleurs du monde. Surnommée Mouton Noir, la jeune fille commence à devenir l'une des meilleures voleuses de l'île et demande à étudier au sein de l'école.
Mais rien ne se passe comme prévu après avoir découvert ce que V.I.L.E. est vraiment et la jeune fille décide de se lancer en solitaire. Elle se construit alors l'identité de Carmen Sandiego, une voleuse entièrement vêtue de rouge. Avec l'aide de Player, un garçon rencontré via un téléphone volé sur l'île, elle devient la maîtresse du "Bon vol", une voleuse qui vole aux vrais voleurs pour faire en sorte que les œuvres en tout genre soient en sécurité. Elle est cependant recherchée par Interpol dont les agents se posent une seule question : Mais où se cache Carmen Sandiego ?

## Distribution

### Voix originales
- Gina Rodriguez : Black Sheep alias Carmen Sandiego
- Finn Wolfhard : Player
- Abby Trott : Ivy
- Michael Hawley : Zack
- Rafael Petardi (en) : Chase Divineaux
- Charlet Chung (en) : Julia Argent / Shopkeeper
- Dawnn Lewis : le Chef
- Liam O'Brien : le professeur Gunnar Maelstrom / Vlad / Boris
- Mary Elizabeth McGlynn : le coach Brunt
- Paul Nakauchi : Shadow-san
- Sharon Muthu : Dr Bellum / Agent / l'agent Zari / Dr Jeanine Dennam
- Toks Olagundoye : la comtesse Cleo
- Michael Goldsmith : Graham/Gray alias Crackle
- Kari Wahlgren : Sheena alias Tigress
- Andrew Pifko (en) : Antonio alias El Topo
- Bernardo De Paula : Jean Paul alias Le Chèvre
- Rita Moreno : Cookie Booker
- Carla Tassara : Dr Pilar Marquez
- Troy Baker : Dash Haber
- Kimiko Glenn : Paperstar

### Voix françaises
- Florine Orphelin : Mouton Noir alias Carmen Sandiego (Black Sheep)
- Thomas Sagols : Player
- Joséphine Ropion : Ivy
- Hervé Grull : Zack
- Gilduin Tissier : Chase Divineaux
- Fily Keita : Julia Argent
- Patrick Osmond (saisons 1-3), puis Vincent Violette (saison 4) : le professeur Gunnar Maelstrom
- Denise Metmer : coach Brunt
- Philippe Catoire : Shadow-san
- Laura Zichy : Dr Bellum
- Laurence Dourlens : la comtesse Cleo
- Yoann Sover : Gray alias Crackle
- Véronique Desmadryl : Sheena alias Tigresse (Tigress)
- Franck Sportis : Antonio alias El Topo
- Glen Hervé : Jean Paul alias La Chèvre (Le Chèvre)
- Cathy Cerdà : Cookie Booker
- Josy Bernard : Dr Pilar Marquez
- Paolo Domingo : Dash Haber
- Emmylou Homs : Origamine (Paperstar)
- Cédric Ingard : Le père

 Source et légende : version française (VF) sur RS Doublage et le carton de doublage en fin d'épisode sur Netflix.

## Production

### Développement
Le 14 avril 2017, le site internet The Tracking Board dévoile avoir appris la préparation chez Netflix d'une nouvelle adaptation animée de la franchise Carmen Sandiego avec l'actrice Gina Rodriguez pour prêter sa voix à la célèbre voleuse.
Le service confirme l'information en dévoilant avoir commandé 20 épisodes d'environ 22 minutes prévus pour le début de l'année 2019. En plus de prêter sa voix à Carmen Sandiego, Gina Rodriguez annonce sur les réseaux sociaux être l'une des productrices de la série via sa société I Can and I Will Productions.
L'équipe de la série dévoile que le programme offrira un regard plus profond sur le passé de Carmen Sandiego, permettant de comprendre son choix de carrière mais également la raison qui la pousse à parcourir le monde.
L'acteur Finn Wolfhard, connu pour son rôle dans la série Stranger Things, signe également pour prêter sa voix à Player. C'est la première fois que le personnage est inclus directement dans l'histoire. En effet, dans la précédente adaptation de la franchise, Player était le téléspectateur, permettant d'offrir un clin d’œil aux origines vidéoludiques de la franchise.

## Épisodes
| Saisons | Saisons | Nombre d'épisodes | Diffusion originale sur Netflix |
| ------- | ------- | ----------------- | ------------------------------- |
|         | 1       | 9                 | 18 janvier 2019                 |
|         | 2       | 10                | 1er octobre 2019                |
|         | 3       | 5                 | 18 septembre 2020               |
|         | 4       | 8                 | 15 janvier 2021                 |

### Première saison (janvier 2019)
Composée de 9 épisodes, elle a été mise en ligne le 18 janvier 2019.
1. Carmen Sandiego, les origines : 1er Partie (Becoming Carmen Sandiego - Part 1)
2. Carmen Sandiego, les origines : 2e Partie (Becoming Carmen Sandiego - Part 2)
3. Opération Riz Gluant (The Sticky Rice Caper)
4. Opération Doublon équatorien (The Fishy Doubloon Caper)
5. Opération Duc de Vermeer (The Duke of Vermeer Caper)
6. Opération Boomerang (The Opera in the Outback Caper)
7. Opération Magna Carta (The Chasing Paper Caper)
8. Opération Chat Porte-Bonheur (The Lucky Cat Caper)
9. Opération French Connection (The French Connection Caper)

### Deuxième saison (octobre 2019)
Composée de 10 épisodes, elle a été mise en ligne le 1er octobre 2019.
1. Opération Pierres précieuses de Rio : 1er Partie (The Hot Rocks of Rio Caper - Part 1)
2. Opération Pierres précieuses de Rio : 2e Partie (The Hot Rocks of Rio Caper - Part 2)
3. Opération Daisho (The Daisho Caper)
4. Opération Fashionista (The Fashionista Caper)
5. Opération Boston Tea Party (The Boston Tea Party Caper)
6. Opération As du volant (The Need For Speed Caper)
7. Opération Crackle et les Kiwis (The Crackle Goes Kiwi Caper)
8. Opération Syndrome de Stockholm (The Stockholm Syndrome Caper)
9. Opération Neige africaine (The African Ice Caper)
10. Opération Grand plongeon (The Deep Dive Caper)

### Troisième saison (septembre 2020)
Composée de 5 épisodes, elle a été mise en ligne le 18 septembre 2020.
1. Opération Luchadora Tango (The Luchadora Tango Caper)
2. Opération Jour des Morts (The Death Day Caper)
3. Opération Bayou Hanté (The Haunted Bayou Caper)
4. Opération Masques de Venise (The Venetian Mask Caper)
5. Opération Douze Coups de Minuit (The Bonfire Night Caper)

### Quatrième saison (janvier 2021)
Composée de 8 épisodes, la quatrième et dernière saison a été mise en ligne le 15 janvier 2021.
1. Opération Cité Interdite (The Beijing Bullion Caper)
2. Opération Méchante Ivy (The Big Bad Ivy Caper)
3. Opération Robot (The Robo Caper)
4. Opération Himalaya (The Himalayan Rescue Caper)
5. Opération Origines du crime (The V.I.L.E. History Caper)
6. Opération Décryptage égyptien (The Egyptian Decryption Caper)
7. Opération Valse de Vienne (The Viennese Waltz Caper)
8. Opération Dame en Rouge (The Dark Red Caper)

## Accueil

### Réception critique
La première saison de la série a reçu des critiques majoritairement positives. Sur le site agrégateur de critiques Rotten Tomatoes, elle recueille 93 % de critiques positives, avec une note moyenne de 7,29/10 sur la base de 14 critiques collectées.
Le consensus critique établi par le site résume que l'animation fluide de la série et sa reconstruction créative de l'histoire de Carmen Sandiego lui permet d'élever la franchise au-dessus de ses origines ludo-éducative.